# Acalypha schreiteri
Acalypha schreiteri é uma espécie de flor do gênero Acalypha, pertencente à família Euphorbiaceae.